# Meconopsis villosa
Meconopsis villosa är en vallmoväxtart som först beskrevs av Joseph Dalton Hooker, och fick sitt nu gällande namn av George Taylor. Meconopsis villosa ingår i släktet bergvallmor, och familjen vallmoväxter. Inga underarter finns listade i Catalogue of Life.